# زرشک آهرنت
زرشک آهرنت (نام علمی: Berberis ahrendtii) نام یک گونه از سرده زرشک است.